# Wow HD
Wow HD (tidigare CD Wow!) är en e-butik som säljer TV-spel, cd-skivor, dvd:er, böcker och kosmetika. Det ägs och drivs av Élan Media Partners Pty Ltd. Företaget är verksamt i Sverige, Storbritannien, USA, Hongkong, Nya Zeeland, Irland, Australien, Norge, Danmark, Nederländerna, Japan och Tyskland. Wow HD har ett sortiment från hela världen, vilket inkluderar filmutgåvor från olika länder.

## Historia
År 2000 startade verksamheten i Storbritannien av MTOL HK Ltd i syfte att sälja billigare dvd:er och cd-skivor än traditionella affärer. CD Wow! blev stämda av den samlade brittiska skivindustrin eftersom de tog ut lägre vinster än branschstandarden på 25 %. Även om skivorna i sig var fullt officiella och lagliga exemplar hade CD Wow! satt i system att importera album från länder där skivorna såldes till betydligt lägre priser. Den samlade skivindustrin menade att CD Wow!:s agerande var bidragande till stora problem för de traditionella skivaffärerna som tack vare CD Wow!:s affärsmetoder tappade en stor andel kunder till näthandeln.
Den 29 maj 2007 blev de tidigare ägarna av CD Wow! beordrade av High Court i London att betala 41 miljoner brittiska pund i skadestånd till BPI för att man brutit mot ett avtal från 2004 om försäljning av importerade cd-skivor och dvd:er till för låga priser.
I september 2007 fick verksamheten nya ägare, Stomp HK Ltd, men ägs numera (läst augusti 2013) av Élan Media Partners Pty Ltd. 20 februari 2012 bytte CD Wow! namn till Wow HD.